# مقاطعة درغز
مقاطعة درغز (بالفارسية: شهرستان درگز) هي مقاطعة تقع في إيران في خراسان رضوي. يقدر عدد سكانها بـ 73,439 نسمة .